# Попов, Иван Владимирович (борец)
Иван Владимирович Попов (англ. Ivan Popov; 25 мая 1986, Омск, РСФСР, СССР) — австралийский борец греко-римского стиля, участник Олимпийских игр 2016 года в Рио-де-Жанейро.

## Карьера
Является уроженцем Омска. Борьбой занимается с 1997 года под руководством своего отца Владимира Попова и Иван Калушного. В 2001 году Попов с семьей переехал в Австралию и через 2 года получил гражданство этой страны. В октябре 2010 года на Играх Содружества в Дели, одержав  3 победы над борцами из Великобритании, Индии и Нигерии, стал чемпионом. Он пытался пройти квалификацию для участия на Олимпийских играх 2012 года в Лондоне, однако, безуспешно. 1 апреля 2016 года в Алжире, одолев на туше местного борца, завоевал Олимпийскую лицензию на игры в Рио-де-Жанейро. 20 августа 2016 года в 1/8 финала Олимпиады уступил шведу Юхану Эйрену и выбыл из соревнований.

## Достижения
- Чемпионат Океании по борьбе 2007 — ;
- Чемпионат Океании по борьбе 2008 — ;
- Чемпионат Океании по борьбе 2010 — ;
- Игры Содружества 2010 — ;
- Чемпионат Океании по борьбе 2011 — ;
- Чемпионат Содружества по борьбе 2011 — ;
- Чемпионат Океании по борьбе 2012 — ;
- Олимпийские игры 2016 — 17;